# The Abolition of Britain

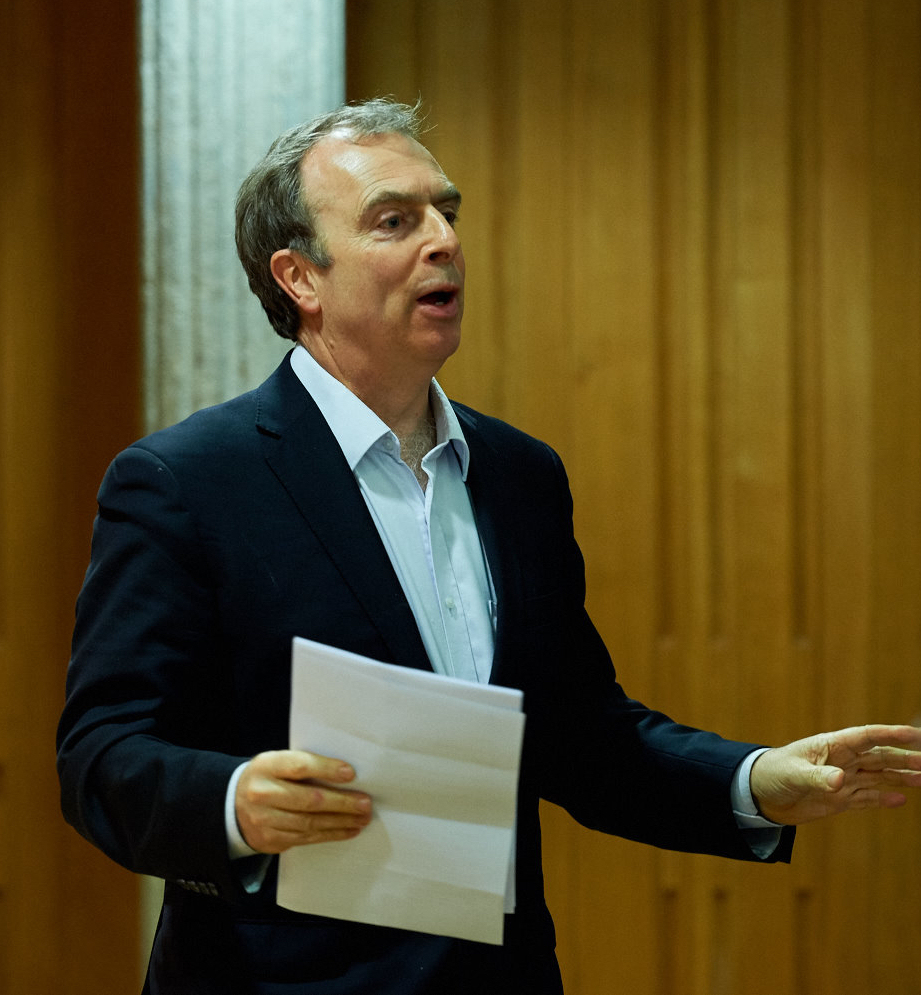
El autor Peter Hitchens en 2015

The Abolition of Britain (La abolición de Gran Bretaña, subtitulado "De Lady Chatterley a Tony Blair" en sus ediciones británicas y "De Winston Churchill a la Princesa Diana" en EE. UU.) es un libro de Peter Hitchens, publicado por primera vez en el Reino Unido por Quartet Books en 1999 (ISBN 0-7043-8117-6), y al año siguiente en una edición revisada. El volumen fue publicado en Estados Unidos por Encounter Books en 2000 (ISBN 1-893554-18-X).
Por el momento no hay traducción al español.

## Sinopsis
The Abolition of Britain es una crítica conservadora a los cambios ocurridos en el Reino Unido desde mediados de los años sesenta. Contrasta los funerales de Winston Churchill (1965) con los de Diana Spencer (1997), empleando esos dos acontecimientos relacionados pero completamente distintos, separados por tres décadas, para ilustrar los enormes cambios culturales ocurridos. Su argumento es que Gran Bretaña ha sufrido una "revolución cultural", comparable a la impuesta por Mao en China.
Describe y critica la influencia creciente de fuerzas como el multiculturalismo, que aún tenía el respaldo general del consenso liberal cuando se escribió el libro. Fue de los primeros escritores en señalar que la enseñanza en el Reino Unido había dejado de enseñar la historia o la literatura de la nación, centrándose en la "metodología".
Otros cambios que llaman la atención de Hitchens son la pasividad y el conformismo resultantes de la televisión y el repudio de la Iglesia de Inglaterra de su propia liturgia y escrituras tradicionales. La enseñanza sexual, afirma, es una forma de propaganda contra la moral sexual cristiana y describe los esfuerzos realizados para hacer respetable la maternidad fuera del matrimonio, ejemplo de los cuales es la campaña para reemplazar la expresión "unmarried mother" ("madre soltera") por "single parent" (algo así como "progenitor solo"), poniendo así "en un mismo cajón" a quienes tienen hijos fuera del matrimonio y a los viudos o mujeres o maridos abandonados, lo que mitigaría la desaprobación social. Considera negativa la revolución sexual desencadenada por la píldora anticonceptiva, y asevera que la píldora fue resultado no de un descubrimiento casual, sino de investigaciones deliberadas realizadas por revolucionarios morales. Hitchens considera que el Establishment (los grupos rectores) de Gran Bretaña demostraron flaqueza moral al rendirse ante la cultura de la droga, cuando podrían haberla atajado a mediados de los sesenta. Dedica mucho espacio a relatar el procesamiento de Mick Jagger y la subsiguiente intervención de The Times en defensa de Jagger en 1967 (Who breaks a butterfly on a wheel?) tras su detención (temporal).
Uno de los capítulos analiza el supuesto uso de los seriales de televisión y radio como medios de propaganda de la moral y la cultura liberales, y cita varios casos en los que esa intención ha sido declarada expresamente por los editores y autores de esos programas. En otro capítulo ataca al desarrollo de la comedia "anti-establishment" desde la primera representación de Beyond the Fringe en el Festival de Edimburgo de 1960. Para Hitchens, el desarrollo de la televisión debería haberse sometido a un mayor debate público de lo que lo fue (en este sentido cita con aprobación una carta crítica enviada por T.S. Eliot al periódico The Times en 1950. En particular, Hitchens critica la fácil captura del Partido Conservador por grupos de presión interesados en promover la televisión comercial, lo que suprimió el monopolio de la BBC sobre la defensa de la calidad cultural. Afirma que la introducción de la televisión en color, que disimuló la baja calidad de muchos programas, aumentó en gran medida la influencia de la televisión sobre el público.
Identifica al por entonces político laborista Roy Jenkins como un consumado promotor de la "revolución cultural". Describe el juicio Chatterley, desmintiendo varios supuestos mitos forjados sobre él, y afirma que la defensa del mérito literario (incorporada a la ley Obscene Publications Act, aprobada en 1959 gracias a Jenkins) terminó por usarse para permitir la circulación de libros y publicaciones que carecían en absoluto de él. Analiza el hábil uso hecho por Jenkins de las alianzas entre miembros de distintos partidos y los proyectos de ley no incluidos en el programa electoral para aplicar sus ideas.
Esos cambios legislativos no se habían mencionado en los programas electorales de 1964 ni de 1966, y Hitchens desarrolla su argumento citando propuestas hechas por Jenkins en una sección (p135-40) de su libro de 1959 The Labour Case. Cita las advertencias de los que se opusieron a la abolición de la pena de muerte, afirmando que se han cumplido en gran medida. Para Hitchens se trata de un ejemplo de la élite política actuando contra los deseos del pueblo. La opinión de Hitchens es apoyada, en el caso de la pena de muerte, por el historiador liberal Dominic Sandbrook, en su historia del periodo White Heat (2006 p321), ilustrada con datos de encuestas de la época. Hitchens examina el tema más detalladamente en su libro A Brief History of Crime.
Un capítulo de The Abolition of Britain sobre el contraste entre la política sanitaria sobre el cáncer de pulmón y la dedicada al sida se eliminó de la primera edición del libro; el motivo fueron ciertos consejos recibidos por Hitchens en el sentido de que, si hacía pública su actitud crítica hacia los actos homosexuales, recibiría condenas tan abrumadoras que el mensaje principal del libro pasaría desapercibido. El capítulo se reinsertó en la edición de tapa blanda y la edición estadounidense con un prefacio explicativo.
Hitchens señala también supuestos efectos morales y culturales dañinos sobre Gran Bretaña como producto de la presencia de grandes números de soldados estadounidenses, y lamenta el impacto cultural de los EE. UU. en la lengua inglesa tal como se habla en el Reino Unido. Para Hitchens, el mayor fracaso de los gobiernos de Margaret Thatcher fue la ausencia de una postura decididamente conservadora sobre la moralidad y la cultura.